# Jessica Kilian
Jessica Sheila Deepika Kilian (* 8. Dezember 1981 in Colombo) ist eine Schweizer Skeletonpilotin.
Jessica Kilian wurde auf Sri Lanka geboren und im Alter von vier Wochen von einem Schweizer Ehepaar adoptiert. Neben vielen anderen Sportarten betrieb Kilian seit ihrem sechsten Lebensjahr Leichtathletik und entwickelte sich zu einem der grössten Sprint- und Sprungtalente in der Schweiz. Nachdem sie 2001 Gregor Stähli kennengelernt hatte, lud dieser sie und zwei andere Leichtathletinnen zum Probetraining ein. Nach einem Sturz beim ersten Versuch wollte Kilian aufgeben, wurde aber vom damaligen Nationaltrainer Urs Vescoli überzeugt, es weiter zu probieren. Nachdem sie versucht hatte, einige Zeit Skeleton und Leichtathletik gleichermassen zu betreiben, musste sie die Leichtathletik zugunsten des Skeletonsports aufgeben.
Nach nur kurzer Trainingszeit fuhr Kilian erste Rennen. Beim Skeleton-Europacup-Rennen in Winterberg wurde sie im Dezember 2002 14., beim Grossen Preis von Innsbruck Sechste, und bei ihrem ersten Skeleton-Weltcup-Rennen in Igls erreichte sie den 25. Platz. Im Februar 2003 wurde sie bei den Junioren-Weltmeisterschaften in Königssee überraschend Sechste. Ein Jahr später konnte sie in Winterberg die Bronzemedaille gewinnen und bei der anschliessenden Skeleton-Weltmeisterschaft 2004 in Königssee 14. werden, obwohl sie nach dem ersten Lauf sogar Achte war. Seit der Saison 2006/07 erreicht Kilian auch im Seniorenbereich gute Ergebnisse. Im Europacup wurde sie Fünfte in Igls und Sechste in Königssee, im Weltcup belegte sie in Königssee danach als Siebte erstmals einen Rang unter den besten zehn. Dieses Rennen war zudem die Skeleton-Europameisterschaft 2007, wo die Schweizerin Vierte wurde. Ausserdem belegte sie bei den Schweizer Meisterschaften den dritten Platz. Zu Beginn der nächsten Saison rückte Kilian in das Schweizer A-Kader auf. Wegen Problemen mit der Startberechtigung für den Weltcup konnte sie zunächst nicht in diesem Wettbewerb starten und wurde zweimal Zweite bei Europacup-Rennen.
Kilian ist kaufmännische Angestellte und seit der Saison 2007/08 Halbprofi. Von ihrem Arbeitgeber wird sie in den Wintermonaten freigestellt. Sie startet für den Bob Club Zürichsee und wird von Snorre Pedersen trainiert. Sie lebt in Feldmeilen.

## Erfolge in der Leichtathletik
- 1. Junioren-Schweizer-Meisterschaften 2000 im Weitsprung
- 1. U-23-Schweizer-Meisterschaften 2001 100 m und 200 m
- 3. Elite-Schweizer-Meisterschaften 2001 Weitsprung
- 2. Elite-Schweizer-Meisterschaften 2002 100 m
- 1. Hallen-Schweizer-Meisterschaften 2002 und 2003 Weitsprung/3. 2004